# Oleg Musin
Oleg Vladimirovič Musin (in russo Олег Владимирович Мусин?, in kazako Олег Владимирович Мусин?, Oleg Vladïmïrovïç Mwsïn; Novokuzneck, 12 gennaio 1975) è un ex calciatore russo naturalizzato kazako, di ruolo difensore.